# Greg Edmonson
Pour les articles homonymes, voir Edmonson.
Greg Edmonson est un compositeur de musiques de télévision et cinéma. Il est principalement connu pour avoir composé la bande originale de la série télévisée Firefly. Il est aussi le compositeur pour la série de jeux vidéo Uncharted sur PS3 et PS4 et pour plusieurs épisode de la série animée Les Rois du Texas.